# Lista de campeãs do carnaval de Manaus
Esta é a lista de escolas de samba campeãs do Carnaval de Manaus. O primeiro desfile oficial de escolas de samba na cidade aconteceu em 1947. Com a extinção da Escola Mixta da Praça 14 de Janeiro, em 1962, não houve desfile até 1970. O retorno aconteceu em 1971, com a fundação das escolas de samba Acadêmicos do Rio Negro, Unidos da Cachoeirinha, Unidos de São Francisco, Unidos da Selva (escola de samba do Centro de Instrução de Guerra na Selva), entre outras. Em 1991 não houve disputa em função das agremiações não conseguirem repasse do Estado para organizar os desfiles e apenas o disco com sambas-enredos foi gravado. O desfile atual reúne 31 escolas de samba, entre grupo especial e grupos de acesso A, B e Experimental, que se apresentam para uma média de 65 mil espectadores por ano.

## Campeãs
| Ano                                                             | Campeã                              | Enredo | Ref.   |
| --------------------------------------------------------------- | ----------------------------------- | --- | ------ |
| 1947                                                            | Escola Mixta da Praça 14 de Janeiro | | [ 3 ]  |
| 1948                                                            | Escola Mixta da Praça 14 de Janeiro | | [ 3 ]  |
| 1949                                                            | Escola Mixta da Praça 14 de Janeiro | | [ 3 ]  |
| 1950                                                            | Escola Mixta da Praça 14 de Janeiro | | [ 3 ]  |
| 1951                                                            | Escola Mixta da Praça 14 de Janeiro | | [ 3 ]  |
| 1952                                                            | Escola Mixta da Praça 14 de Janeiro | | [ 3 ]  |
| 1953                                                            | Escola Mixta da Praça 14 de Janeiro | | [ 3 ]  |
| 1954                                                            | Escola Mixta da Praça 14 de Janeiro | | [ 3 ]  |
| 1955                                                            | Escola Mixta da Praça 14 de Janeiro | | [ 3 ]  |
| 1956                                                            | Escola Mixta da Praça 14 de Janeiro | | [ 3 ]  |
| 1957                                                            | Escola Mixta da Praça 14 de Janeiro | | [ 3 ]  |
| 1958                                                            | Escola Mixta da Praça 14 de Janeiro | | [ 3 ]  |
| 1959                                                            | Escola Mixta da Praça 14 de Janeiro | | [ 3 ]  |
| 1960                                                            | Escola Mixta da Praça 14 de Janeiro | | [ 3 ]  |
| 1961                                                            | Escola Mixta da Praça 14 de Janeiro | | [ 3 ]  |
| Entre 1962 e 1970 não houve disputa                             |                                     | |        |
| 1971                                                            | Unidos da Selva                     | | [ 3 ]  |
| 1972                                                            | Unidos da Cachoeirinha              | | [ 3 ]  |
| 1972                                                            | Unidos da Selva                     | | [ 3 ]  |
| 1973                                                            | Unidos da Selva                     | | [ 3 ]  |
| 1974                                                            | Unidos da Selva                     | | [ 3 ]  |
| 1975                                                            | Unidos de São Francisco             | | [ 3 ]  |
| 1976                                                            | Unidos da Selva                     | | [ 3 ]  |
| 1977                                                            | Vitória Régia                       | | [ 3 ]  |
| 1978                                                            | Vitória Régia                       | | [ 3 ]  |
| 1979                                                            | Em Cima da Hora                     | | [ 3 ]  |
| 1979                                                            | Vitória Régia                       | Ano Internacional da Criança | [ 3 ]  |
| 1980                                                            | Vitória Régia                       | Candomblé | [ 3 ]  |
| 1981                                                            | Em Cima da Hora                     | | [ 3 ]  |
| 1981                                                            | Mocidade Independente de Aparecida  | Santos Dumont, o Pai da Aviação | [ 3 ]  |
| 1982                                                            | Mocidade Independente de Aparecida  | Crenças e Festas Brasileiras | [ 3 ]  |
| 1983                                                            | Mocidade Independente de Aparecida  | Um Carnaval nas Galáxias. Nas Asas da Imaginação, segundo Monteiro Lobato                                                          | [ 3 ]  |
| 1984                                                            | Andanças de Ciganos                 | | [ 3 ]  |
| 1984                                                            | Barelândia                          | A Imprensa Pede Passagem | [ 3 ]  |
| 1984                                                            | Mocidade Independente de Aparecida  | De Cornetas à Aparecida, Porque não dos Tocos?                                                                                     | [ 3 ]  |
| 1984                                                            | Vitória Régia                       | Segura Iôiô, Segura Yayá, vem para Avenida a Verde e Rosa vai Passar...                                                            | [ 3 ]  |
| 1985                                                            | Mocidade Independente de Aparecida  | Aparecida tem Caprichosamente seu Carnaval Garantido                                                                               | [ 3 ]  |
| 1986                                                            | Sem Compromisso                     | Joana Galante – O Axé dos Orixás                                                                                                   | [ 3 ]  |
| 1987                                                            | Mocidade Independente de Aparecida  | Verso a verso, Canto meu Universo                                                                                                  | [ 3 ]  |
| 1988                                                            | Mocidade Independente de Aparecida  | Os Maués: Origem Divina, Destino Humano                                                                                            | [ 3 ]  |
| 1989                                                            | Reino Unido da Liberdade            | Mãe Zulmira, o Amanhecer de uma Raça                                                                                               | [ 3 ]  |
| 1990                                                            | Reino Unido da Liberdade            | Vem a Mais de Mil | [ 3 ]  |
| 1990                                                            | Vitória Régia                       | Nem Verde, Nem Rosa... | [ 3 ]  |
| Em 1991 não houve disputa                                       |                                     | |        |
| 1992                                                            | Mocidade Independente de Aparecida  | Recriando a Criação | [ 3 ]  |
| 1993                                                            | Mocidade Independente de Aparecida  | Nakokendê, Namabelê, Nazulipamda, Nzambê                                                                                           | [ 3 ]  |
| 1994                                                            | Mocidade Independente de Aparecida  | Parque de Anjos: Faz de Conta que Assim Será                                                                                       | [ 3 ]  |
| 1995                                                            | Reino Unido da Liberdade            | Floresta, Festa, Festança | [ 3 ]  |
| 1996                                                            | Reino Unido da Liberdade            | Relato de um Certo Oriente | [ 3 ]  |
| 1997                                                            | Reino Unido da Liberdade            | Se Navegar é Preciso, Vou de Caravelas                                                                                             | [ 3 ]  |
| 1998                                                            | Mocidade Independente de Aparecida  | Missão Leopoldina | [ 3 ]  |
| 1999                                                            | Mocidade Independente de Aparecida  | Sobre o Signo do Cometa: Mário Ypiranga Monteiro                                                                                   | [ 3 ]  |
| 1999                                                            | Reino Unido da Liberdade            | Armando Brasileiro | [ 3 ]  |
| 2000                                                            | Mocidade Independente de Aparecida  | Lua, Luar... Olha o Boto Sinhá! | [ 3 ]  |
| 2001                                                            | A Grande Família                    | As Amazonas, Mulheres Guerreiras e Figurativas! Zona Leste, Circuito da Alegria!                                                   | [ 3 ]  |
| 2001                                                            | Balaku Blaku                        | Nilton Lins, Educação Ontem, Hoje e Amanhã                                                                                         | [ 3 ]  |
| 2001                                                            | Mocidade Independente de Aparecida  | Da Banana ao Negro Ouro, Coari é Meu Tesouro                                                                                       | [ 3 ]  |
| 2001                                                            | Vitória Régia                       | Manacapuru, do Majestoso Solimões és a Eterna Princesa...                                                                          | [ 3 ]  |
| 2002                                                            | Vitória Régia                       | Parintins: Fascínio e Magia do Povo Tupinambá                                                                                      | [ 3 ]  |
| 2003                                                            | Mocidade Independente de Aparecida  | Porto Roadway de Manaus, 100 Anos de História, 333 Anos de Vida                                                                    | [ 3 ]  |
| 2004                                                            | Mocidade Independente de Aparecida  | Manáos, Manaus, Meu Amor, Meu Carnaval                                                                                             | [ 3 ]  |
| 2004                                                            | Vitória Régia                       | Da Bela União surgiu uma Grande Nação, a 14 de Tia Lurdinha e Nestor Nascimento (in memoriam)                                      | [ 3 ]  |
| 2005                                                            | A Grande Família                    | Filho do Rio Solimões... Da Terra Brotei, Caboclo Sou Eu, Educador me Tornei...                                                    | [ 3 ]  |
| 2006                                                            | A Grande Família                    | Pare, Olhe, Pense... Basta de Tanto Acidente! Não Seja Imprudente! Seja Mais Consciente! A Vida é um Presente!                     | [ 3 ]  |
| 2006                                                            | Mocidade Independente de Aparecida  | Zona Franca, Nossa Esperança: o Show Tem que Continuar                                                                             | [ 3 ]  |
| 2007                                                            | A Grande Família                    | Coari, a Cara de Um Brasil que Cabral Não Viu!                                                                                     | [ 3 ]  |
| 2008                                                            | Mocidade Independente de Aparecida  | Luz, Câmera, Ação! O Cine Aparecida Apresenta: uma História de Paixão                                                              | [ 5 ]  |
| 2009                                                            | A Grande Família                    | Venezuela: de Bolívar, o Libertador, ao Petróleo que Move o Mundo!                                                                 | [ 6 ]  |
| 2010                                                            | Vitória Régia                       | Cantando o Pensamento na Amazônia, a Verde e Rosa saúda os Imortais.                                                               | [ 7 ]  |
| 2011                                                            | Reino Unido da Liberdade            | Num Reino de Maravilhas e Esplendor, a Mulher é Deusa, Guerreira, Sedutora e Bela, Luz que Não se Apaga                            | [ 8 ]  |
| 2012                                                            | Reino Unido da Liberdade            | Um Menino, um Sonho, uma Obra - o Amor de Dom Bosco virou Realidade                                                                | [ 9 ]  |
| 2013                                                            | Mocidade Independente de Aparecida  | Nhamundá, uma Viagem pelo Rio das Ykamiabas                                                                                        | [ 10 ] |
| 2014                                                            | A Grande Família                    | Ednelza Sahdo – Uma Estrela em Cena                                                                                                | [ 11 ] |
| 2014                                                            | Andanças de Ciganos                 | Vou às Compras, que Legal! Meu Destino é a Marechal!                                                                               | [ 11 ] |
| 2014                                                            | Balaku Blaku                        | Marapatá, a Ilha Encantada dos Mitos, Portal de Manaus, Passarela dos Ritos                                                        | [ 11 ] |
| 2014                                                            | Mocidade Independente de Aparecida  | Centro de Amor, Centro de Vida: História e Alma de Um Povo                                                                         | [ 11 ] |
| 2014                                                            | Reino Unido da Liberdade            | No Reino do Carnaval, já Sorri, Chorei, Sambei e a Liberdade Conquistei                                                            | [ 11 ] |
| 2014                                                            | Sem Compromisso                     | Máquinas da Liberdade, que Incendeiam os Corações: a História da Motocicleta, desde Leonardo Da Vinci                              | [ 11 ] |
| 2014                                                            | Unidos do Alvorada                  | José Aldo, Prata da Casa, Ouro do Mundo                                                                                            | [ 11 ] |
| 2014                                                            | Vitória Régia                       | Da África ao Amazonas, Da Escravidão à Liberdade – 130 anos da Abolição da Escravatura                                             | [ 11 ] |
| 2015                                                            | Mocidade Independente de Aparecida  | Aquiri - Orgulho do Brasil | [ 12 ] |
| 2016                                                            | Mocidade Independente de Aparecida  | A Soberana encontra a Majestade e, Nesta Passarela, Eu Nunca Vi Coisa Mais Bela                                                    | [ 13 ] |
| 2016                                                            | Reino Unido da Liberdade            | Na Arte de se Comunicar, vem meu Reino encantar                                                                                    | [ 13 ] |
| 2017                                                            | Reino Unido da Liberdade            | No Reino das Fontes da Vida, o Morro em Movimento Sustentável faz a Diferença                                                      | [ 14 ] |
| 2018                                                            | Reino Unido da Liberdade            | Ao Mestre Com Carinho. Na Escola da Vida, Eu sou o Professor!                                                                      | [ 15 ] |
| 2019                                                            | Reino Unido da Liberdade            | Tambores, Crenças e Costumes Afro-Brasileiros – A Benção Mãe Zulmira                                                               | [ 16 ] |
| 2020                                                            | Mocidade Independente de Aparecida  | Rituais | [ 17 ] |
| Em 2021 e 2022 não houve desfiles devido à pandemia de COVID-19 |                                     | |        |
| 2023                                                            | Mocidade Independente de Aparecida  | Vitae - A essência, a seiva, a fonte                                                                                               | [ 19 ] |
| 2024                                                            | Mocidade Independente de Aparecida  | O Madeira é testemunha. A floresta, o berço, luta, suor e união para a eternidade. Aparecida vem mostrar a saga da família Cidade. | [ 20 ] |
| 2025                                                            | Reino Unido da Liberdade            | Êpahey, Reino Unido! Mojubá, Gbogbo Orixá!                                                                                         | [ 21 ] |

## Títulos por Escola
| Total\| | Agremiação                          | Anos |
| 25      | Mocidade Independente de Aparecida  | 1981, 1982, 1983, 1984, 1985, 1987, 1988, 1992, 1993, 1994, 1998, 1999, 2000, 2001, 2003, 2004, 2006, 2008, 2013, 2014, 2015, 2016, 2020, 2023 e 2024 |
| 15      | Escola Mixta da Praça 14 de Janeiro | 1947, 1948, 1949, 1950, 1951, 1952, 1953, 1954, 1955, 1956, 1957, 1958, 1959, 1960 e 1961                                                             |
| 14      | Reino Unido da Liberdade            | 1989, 1990, 1995, 1996, 1997, 1999, 2011, 2012, 2014, 2016, 2017, 2018, 2019 e 2025                                                                   |
| 11      | Vitória Régia                       | 1977, 1978, 1979, 1980, 1984, 1990, 2001, 2002, 2004, 2010 e 2014                                                                                     |
| 6       | A Grande Família                    | 2001, 2005, 2006, 2007, 2009 e 2014 |
| 5       | Unidos da Selva                     | 1971, 1972, 1973, 1974 e 1976 |
| 2       | Andanças de Ciganos                 | 1984 e 2014 |
| 2       | Balaku Blaku                        | 2001 e 2014 |
| 2       | Em Cima da Hora                     | 1979 e 1981 |
| 2       | Sem Compromisso                     | 1986 e 2014 |
| 1       | Barelândia                          | 1984 |
| 1       | Unidos da Cachoeirinha              | 1972 |
| 1       | Unidos de São Francisco             | 1975 |
| 1       | Unidos do Alvorada                  | 2014 |